# Callopanchax huwaldi
Callopanchax huwaldi is een straalvinnige vissensoort uit de familie van de killivisjes (Nothobranchiidae). De wetenschappelijke naam van de soort is voor het eerst geldig gepubliceerd in 1980 door Berkenkamp & Etzel.